# HD55852
HD55852 — хімічно пекулярна зоря спектрального класу A0, що має видиму зоряну величину в смузі V приблизно  9,0.
Вона  розташована на відстані близько 679,5 світлових років від Сонця.

## Пекулярний хімічний вміст
Зоряна атмосфера HD55852 має підвищений вміст 
Cr
.